# Muri & Mario
Muri & Mario er en dansk popduo bestående af Murad "Muri" Mahmoud og Mario Sciacca. De er kendt for deres latin-inspirerede popsange. Gruppen fik deres gennembrud i 2012 med singlen "Hun tog min guitar", der var den tiende mest streamede sang i Danmark dette år. Den efterfølgende single, "Mambo" (2013) blev ligeledes en succes, og gav dem en nominering som Årets danske club navn ved Danish Music Awards 2013.
Efter flere års pause deltog Muri & Mario ved Dansk Melodi Grand Prix 2016 med sangen "To stjerner", hvilket var den eneste dansksprogede sang i konkurrencen.
I maj 2016 udgav de en ny single ved navn "Storbypige" og efterfølgende en single ''Barndommens Stemme'', som bygger på intromelodien til Bamse og Kylling.

## Diskografi

### EP'er
- Kærlighed & kildevand (2013)

### Singler
| År                                                               | Titel                  | Højeste placering | Certificering                               | Album                 |
| År                                                               | Titel                  | Danmark           | Certificering                               | Album                 |
| ---------------------------------------------------------------- | ---------------------- | ----------------- | ------------------------------------------- | --------------------- |
| 2009                                                             | "Mio amore"            | —                 |                                             |                       |
| 2011                                                             | "Tusind stykker"       | —                 |                                             |                       |
| 2011                                                             | "Cosa del Amor"        | —                 |                                             |                       |
| 2012                                                             | "Hun tog min guitar"   | 1                 | - Platin (download) - 3× Platin (streaming) | Kærlighed & kildevand |
| 2013                                                             | "Mambo"                | 13                | - Guld (download) - Platin (streaming)      | Kærlighed & kildevand |
| 2013                                                             | "Amigo"                | —                 |                                             | Kærlighed & kildevand |
| 2013                                                             | "Venner eller fjender" | —                 |                                             | Kærlighed & kildevand |
| 2016                                                             | "To stjerner"          | —                 |                                             |                       |
| 2016                                                             | "Storbypige"           | —                 |                                             |                       |
| "—" markerer en udgivelse der ikke opnåede en hitlisteplacering. |                        |                   |                                             |                       |